# Лемма Золотарёва
В теории чисел, Лемма Золотарёва утверждает, что символ Лежандра
{\displaystyle \left({\frac {a}{p}}\right)}
для целого числа a по модулю нечётного простого числа р, которое не делит a, можно вычислить как знак перестановки:
{\displaystyle \left({\frac {a}{p}}\right)=\varepsilon (\pi _{a})}
где ε обозначает знак перестановки и π является перестановкой ненулевых вычетов по модулю р , полученной умножением на a.

## Доказательство из леммы Гаусса
Лемма Золотарёва легко выводится из леммы Гаусса и наоборот. Например,
{\displaystyle \left({\frac {3}{11}}\right)} ,
является символом Лежандра (a / p) при а = 3 и р = 11. Начнём с множества {1,2, …, р-1} в виде матрицы из двух строк, так, что сумма двух элементов любого столбца равна нулю по модулю р , например:
| 1  | 2 | 3 | 4 | 5 |
| 10 | 9 | 8 | 7 | 6 |

Применим перестановку {\displaystyle U:x\mapsto ax} (mod р):
| 3 | 6 | 9 | 1  | 4 |
| 8 | 5 | 2 | 10 | 7 |

Столбцы ещё обладают тем свойством, что сумма двух элементов в одном столбце равна нулю по модулю р. Теперь применим подстановку V , которая поменяет местами любые две пары, в которых верхний член был изначально нижним членом:
| 3 | 5 | 2 | 1  | 4 |
| 8 | 6 | 9 | 10 | 7 |

Наконец, применим перестановку W, которая вернёт обратно исходную матрицу:
| 1  | 2 | 3 | 4 | 5 |
| 10 | 9 | 8 | 7 | 6 |

Таким образом, W−1 = VU. Лемма Золотарёва утверждает, что (a / p) = 1 тогда и только тогда, когда перестановка U чётная. 
Лемма Гаусса утверждает, что (a / p) = 1,тогда и только тогда, когда V чётная. 
Но W чётная, так что обе леммы эквивалентны для данных (но произвольных) a и р.

## Общий случай
В общем случае, пусть {\displaystyle G} — любая конечная группа чётного порядка {\displaystyle n}. Пусть {\displaystyle a\in G} — элемент порядка {\displaystyle d}.
С одной стороны, если {\displaystyle n=2^{r}q,2\nmid q}, то {\displaystyle a} — не квадрат в {\displaystyle G} тогда и только тогда, когда {\displaystyle 2^{r}\mid d}, то есть {\displaystyle {\frac {n}{d}}} нечётно, а {\displaystyle d} — чётно.
С другой стороны, пусть {\displaystyle \pi _{a}:g\mapsto ag} — перестановка, порождённая элементом {\displaystyle a}. Ясно, что {\displaystyle \pi _{a}} может быть разложена в произведение {\displaystyle {\frac {|G|}{d}}} циклов одинаковой длины {\displaystyle d}. Чётность перестановки {\displaystyle \varepsilon (\pi _{a})=(-1)^{{\frac {|G|}{d}}(d-1)}}. Значит {\displaystyle \pi _{a}} — нечётная перестановка тогда и только тогда, когда {\displaystyle \pi _{a}} распадается в нечётное число {\displaystyle {\frac {|G|}{d}}} циклов чётной длины {\displaystyle d}.
Таким образом, {\displaystyle \pi _{a}} чётна тогда и только тогда, когда {\displaystyle a} — квадрат.
Утверждение для символа Лежандра получается, если в качестве {\displaystyle G} взять группу {\displaystyle \mathbb {Z} _{p}^{\times }} ненулевых вычетов по модулю {\displaystyle p}. Порядок этой группы равен {\displaystyle p-1}, а потому чётный при {\displaystyle p>2}.

## История
Эта лемма использовалась Егором Ивановичем Золотарёвым в 1872 году в его новом доказательстве квадратичной взаимности.